# Pierre-Louis Dietsch
Pierre-Louis-Philippe Dietsch (Dijon, 17 de març de 1808 - París, 20 de febrer de 1865) fou un compositor i director d'orquestra francès.

## Biografia
El seu pare, venedor de mitges, era originari d'Apola, situat entre Leipzig i Weimar. La seva mare era de Dijon. Va fer els primers estudis musicals a la catedral de Dijon i després a París.
Entrà al Conservatori de París i arriba als cursos d'Anton Reicha i d'Alexandre-Étienne Choron. El 1830, aconsegueix el primer premi de contrabaix al conservatori. Deu anys més tard, fou nomenat director del cor a l'Òpera de París gràcies a Rossini. Participant en les Missions estrangeres, fou igualment mestre de capella a l'església de Saint-Paul-Saint-Louis, a Saint-Eustache de París així com al Théâtre de la Madeleine; però també contrabaixista al Théâtre-Italien, organista a l'església de St-Roch, professor a l'Escola Niedermeyer i director d'orquestra a l'Òpera de París de 1860 a 1863. És així com dirigí la primera representació de Tannhäuser de Wagner el 1861. Deixa l'òpera en resposta a diferències amb Giuseppe Verdi.

## Obres
- Messe avec orchestre (1838) dedicada à Meyerbeer
- Te Deum (1844) a 5 veus i gran orquestra
- Requiem (1857) a la memòria d'A. Adam
- 22 messes
- Stabat Mater (éd. 1864)
- Le Vaisseau fantôme ou le Maudit des mers (P. Foucher et H. Révoli) estrenada a l'Opéra el 1842
- Ballet pel Freischütz (1846)
- adaptació a l'escena de Roméo et Juliette de Bellini (1846)
- Manuel du maître de chapelle (Paris, 1864)